# Championnat d'Amérique du Sud de rugby à XV 2003
Navigation
Championnat 2002 Championnat 2004
Le Championnat d'Amérique du Sud de rugby à XV 2003 est une compétition de rugby à XV organisée par la Confederación sudamericana de rugby. La 25e édition se déroule du 27 avril au 3 mai 2003 et est remportée par l'équipe d'Argentine.

## Équipes participantes
| Division A - Argentine - Chili - Uruguay - Paraguay | Division B - Brésil - Colombie - Venezuela - Pérou |

## Match préliminaire
Un match préliminaire se déroule entre le Paraguay et le Brésil cinq jours avant le début de la compétition pour attribuer la 4e place au tournoi de la Division A.
| 22 avril 2003 | Paraguay | 27 – 16 | Brésil | Asuncion |
| 22 avril 2003 |          |         |        | Asuncion |
| 22 avril 2003 |          |         |        | Asuncion |

## Division A

### Format
L'Argentine, le Chili, l'Uruguay et le Paraguay disputent des matchs sous la forme d'un tournoi. Le premier est déclaré vainqueur.

### Classement
| Rang | Nation        | J | V | N | D | Pm  | Pe  | Diff | Pts |
| ---- | ------------- | - | - | - | - | --- | --- | ---- | --- |
| 1    | Argentine (T) | 3 | 3 | 0 | 0 | 225 | 3   | +222 | 9   |
| 2    | Uruguay       | 3 | 2 | 0 | 1 | 73  | 52  | +21  | 7   |
| 3    | Chili         | 3 | 1 | 0 | 2 | 118 | 69  | +49  | 5   |
| 4    | Paraguay      | 3 | 0 | 0 | 3 | 7   | 299 | -292 | 3   |

|  | Vainqueur (no 1).        |
|  | T : Tenant du titre 2002 |

### Résultats
Résultats :
| 27 avril 2003 | Argentine | 144 – 0 | Paraguay | Montevideo |
| 27 avril 2003 |           |         |          | Montevideo |
| 27 avril 2003 |           |         |          | Montevideo |

| 27 avril 2003 | Uruguay | 20 – 13 | Chili | Montevideo |
| 27 avril 2003 |         |         |       | Montevideo |
| 27 avril 2003 |         |         |       | Montevideo |

| 30 avril 2003 | Argentine | 49 – 3 | Chili | Ciudad de la Costa |
| 30 avril 2003 |           |        |       | Ciudad de la Costa |
| 30 avril 2003 |           |        |       | Ciudad de la Costa |

| 30 avril 2003 | Uruguay | 53 – 7 | Paraguay | Montevideo |
| 30 avril 2003 |         |        |          | Montevideo |
| 30 avril 2003 |         |        |          | Montevideo |

| 3 mai 2003 | Chili | 102 – 0 | Paraguay | Montevideo |
| 3 mai 2003 |       |         |          | Montevideo |
| 3 mai 2003 |       |         |          | Montevideo |

| 3 mai 2003 | Uruguay | 0 – 32 | Argentine | Montevideo |
| 3 mai 2003 |         |        |           | Montevideo |
| 3 mai 2003 |         |        |           | Montevideo |

## Division B

### Format
Le Brésil, la Colombie, le Pérou et le Venezuela disputent le tournoi à Bogota du 21 septembre au 27 septembre 2003. Le premier est déclaré vainqueur.

### Classement
| Rang | Nation    | J | V | N | D | Pm  | Pe | Diff | Pts |
| ---- | --------- | - | - | - | - | --- | -- | ---- | --- |
| 1    | Brésil    | 3 | 2 | 0 | 1 | 103 | 41 | +62  | 7   |
| 2    | Venezuela | 3 | 2 | 0 | 1 | 102 | 73 | +29  | 7   |
| 3    | Colombie  | 3 | 1 | 0 | 2 | 54  | 99 | -45  | 5   |
| 4    | Pérou     | 3 | 1 | 0 | 2 | 42  | 88 | -46  | 5   |

|  | Vainqueur (no 1). |

### Résultats
| 21 septembre 2003 | Venezuela | 31 – 26 | Brésil | Bogota |
| 21 septembre 2003 |           |         |        | Bogota |
| 21 septembre 2003 |           |         |        | Bogota |

| 21 septembre 2003 | Colombie | 22 – 17 | Pérou | Bogota |
| 21 septembre 2003 |          |         |       | Bogota |
| 21 septembre 2003 |          |         |       | Bogota |

| 24 septembre 2003 | Colombie | 10 – 35 | Brésil | Bogota |
| 24 septembre 2003 |          |         |        | Bogota |
| 24 septembre 2003 |          |         |        | Bogota |

| 24 septembre 2003 | Pérou | 25 – 24 | Venezuela | Bogota |
| 24 septembre 2003 |       |         |           | Bogota |
| 24 septembre 2003 |       |         |           | Bogota |

| 27 septembre 2003 | Brésil | 42 – 0 | Pérou | Bogota |
| 27 septembre 2003 |        |        |       | Bogota |
| 27 septembre 2003 |        |        |       | Bogota |

| 27 septembre 2003 | Colombie | 22 – 47 | Venezuela | Bogota |
| 27 septembre 2003 |          |         |           | Bogota |
| 27 septembre 2003 |          |         |           | Bogota |